# Tosca (Varsi)
Tosca è una frazione del comune di Varsi, in provincia di Parma.
La località dista 4,76 km dal capoluogo.

## Geografia fisica
Il piccolo borgo di Tosca sorge alla quota di 578 m s.l.m., ai piedi del monte Barigazzo e del Pizzo dell'Oca.

## Storia
Il territorio di Tosca risultava abitato già nel mesolitico, come testimoniato dal rinvenimento, in prossimità del santuario di Nostra Signora della Guardia sul monte Barigazzo, di alcune tracce di un villaggio di cacciatori e di vari strumenti in selce risalenti all'incirca al IX millennio a.C..
Tra il III e il II secolo a.C. i Liguri o gli Umbri probabilmente fondarono alle pendici del monte Barigazzo un insediamento noto come Città d'Ombria, riportato parzialmente alla luce nel 1861.
In epoca romana la zona risultava ancora abitata: come testimoniato dalla Tabula alimentaria traianea, il fundus Buelabras et Tuscluatum, identificabile con l'odierna Tosca, faceva parte del Pagus Salutaris.
Secondo alcune indagini effettuate nel 2012, intorno al VI o VII secolo probabilmente i Bizantini fortificarono l'antica Città d'Ombria per difendersi dalle invasioni dei Goti o dei Longobardi.
In epoca alto-medievale al centro del villaggio di Tosca fu edificata una cappella, menzionata per la prima volta nel IX secolo.
In seguito il borgo fu munito di una cinta muraria difensiva e di una rocca; nel 1253 il castrum fu alienato da Guglielmo da Bedonia al conte Ubertino Landi, che acquistò anche altri manieri nei dintorni allo scopo di difendere con maggiore facilità il non lontano castello di Gravago.
Tra Città d'Ombria e il Pizzo dell'Oca fu edificato in epoca ignota anche il castello di Pizzonia, di cui tuttavia non si conosce altro che il nome.
In seguito all'abolizione di diritti feudali sancita da Napoleone per il ducato di Parma e Piacenza nel 1805, Tosca divenne frazione del nuovo comune (o mairie) di Varsi.

## Monumenti e luoghi d'interesse

### Chiesa di San Filastrio Vescovo

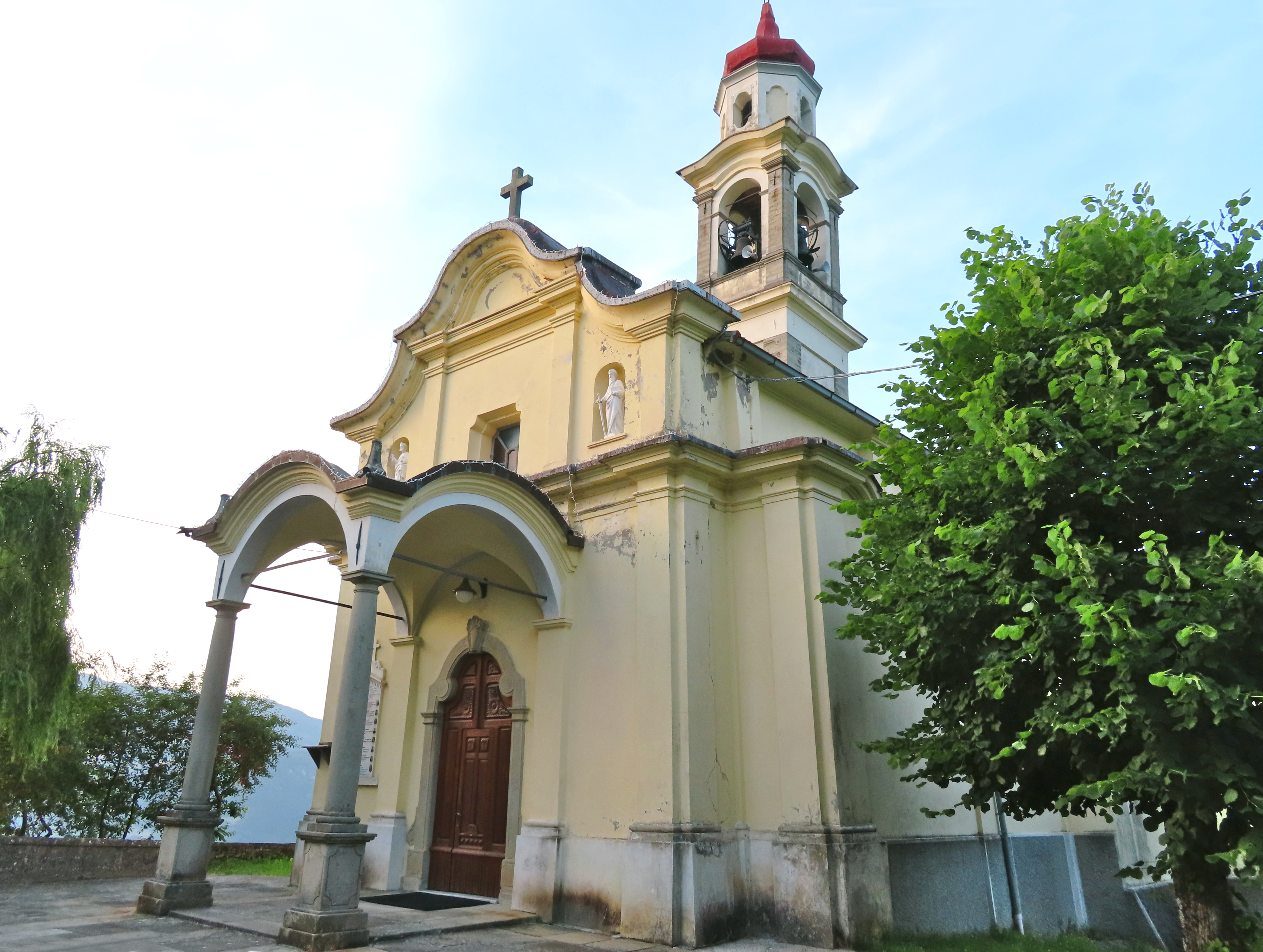
Chiesa di San Filastrio Vescovo

Edificata originariamente entro il IX secolo, la chiesa originaria fu distrutta nel XVIII secolo da una frana; ricostruita in forme barocche nel 1777 e dotata del campanile nel 1821, fu restaurata e consolidata strutturalmente tra il 1983 e il 1984. Il luogo di culto, caratterizzato dall'elaborata facciata preceduta da un protiro e dagli interni riccamente decorati con stucchi e affreschi, conserva due pilastrini e tre frammenti di lastre in arenaria scolpiti con bassorilievi, provenienti da un pluteo o ambone del VII o VIII secolo distrutto in epoca imprecisata.

### Santuario di Nostra Signora della Guardia
Edificata originariamente nel XVIII secolo, la cappella sul monte Barigazzo a causa del terreno franoso crollò ripetutamente nei secoli seguenti e fu ogni volta ricostruita; riedificata nel 1900 in posizione più sicura e ribattezzata a san Giovanni Battista, fu successivamente arricchita di un dipinto raffigurante la Madonna della Guardia; utilizzata come quartier generale dai partigiani durante la seconda guerra mondiale, fu notevolmente ampliata in stile neoromanico nel 1946 ed elevata a santuario dedicato a Nostra Signora della Guardia.

### Rocca
Edificata in epoca medievale unitamente alla cinta muraria difensiva del borgo di Tosca, la rocca fu alienata nel 1253 da Guglielmo da Bedonia al conte Ubertino Landi; successivamente abbandonata, cadde in rovina fino alla sua completa scomparsa.

### Città d'Ombria

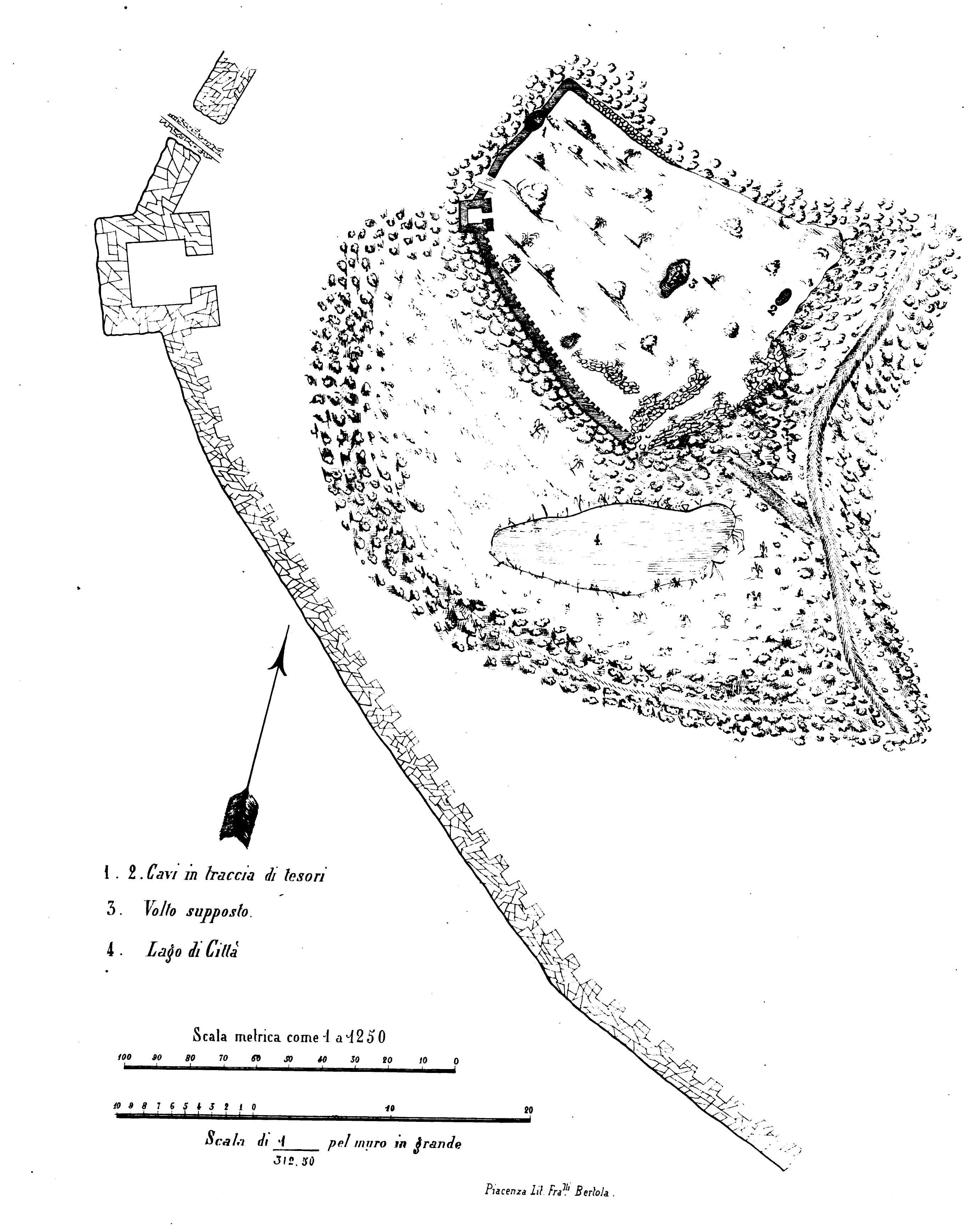
Mappa del sito archeologico di Città d'Ombria nel 1864

Collocata alla quota di 977 m s.l.m. all'interno di una faggeta alle pendici del monte Barigazzo, Città d'Ombria è un sito archeologico di origine non completamente chiara; fondato probabilmente tra il III e il II secolo a.C. dai Liguri o dagli Umbri, l'insediamento fu quasi certamente fortificato nel VI o VII secolo dai Bizantini; le rovine, rinvenute durante una campagna di scavi condotta nel 1861 dall'archeologo Alessandro Wolf, appartengono, secondo le indagini svolte nel 2012, alla seconda fase costruttiva; si conservano i resti di due tratti delle mura di cinta e la base quadrata di un torrione d'angolo, mentre sono scarsissimi i reperti provenienti dall'interno della città.